# Crocidophora limitalis
Crocidophora limitalis là một loài bướm đêm trong họ Crambidae.